# دنیامالی‌لار
دنیامالی‌لار (به لاتین: Dünyamalılar) یک منطقه مسکونی در جمهوری آذربایجان است که در شهرستان بیلقان واقع شده است. دنیامالی‌لار ۵۹۶۸ نفر جمعیت دارد.